# Ferăstrău (instrument muzical)

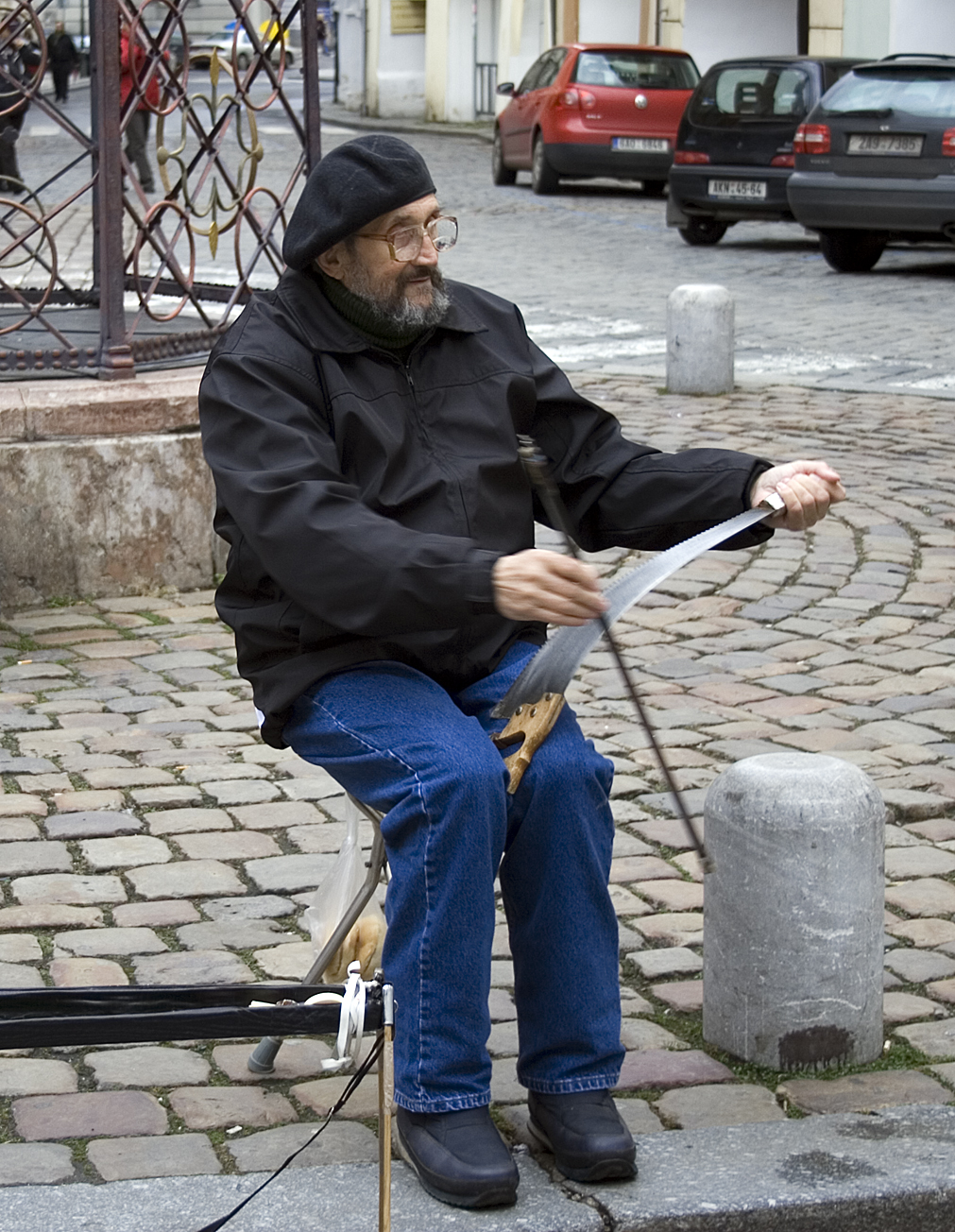
Un interpret la ferăstrău.

Ferăstrăul reprezintă un instrument muzical idiofon pus în vibrație prin frecarea sa cu un arcuș. Instrumentul constă dintr-o lamă metalică, prin curbarea căreia se modifică înălțimea sunetelor obținute. Din pricina elasticității lamei metalice, între sunetele produse la înălțimi diferite se produc glissandi. 
În principiu, se poate cânta la orice „joagăr”. Singurul dezavantaj în acest caz este registrul relativ îngust de numai o octavă și jumătate – nepermițând interpretarea a prea multe piese. De aceea cântăreții de ferăstrău profesioniști folosesc instrumente fabricate în mod special pentru a cânta. Acestea se deosebesc de joagăre prin faptul că au lama ceva mai subțire, mai lungă și mai îngustă la vârf. Această configurație a lamei lărgește registrul instrumentului la ceva mai mult de două octave, permițând o extindere simțitoare a numărului de piese care pot fi cântate la acest instrument..
Timbrul ferăstrăului este asemănător cu acela al instrumentului electronic numit teremin. Tereminul a fost inventat în anul 1919, când electronica era încă aproape de începuturile ei. A realizat în fapt prima sinteză a unui sunet folosind potențialul electronicii. Inventatorul tereminului, rusul Lev Termen (Leon Theremin), este acum recunoscut ca fiind „părintele” actualelor sintetizatoare electronice (fie ele analogice sau digitale).